# Misdroy (Schiff, 1900)
Die Misdroy war ein in den Niederlanden gebautes Passagierschiff, das von 1901 bis zum Zweiten Weltkrieg im Stettiner Haff und auf der Dievenow fuhr und im Krieg von der deutschen Luftwaffe als Hilfsschiff genutzt wurde.

## Das Schiff
Das Schiff lief im Jahre 1900 auf der Werft von J. Kieviets & van Reede in Papendrecht in der Provinz Südholland mit dem Namen Eugenie vom Stapel. Es war 35,75 m lang und 6,01 m breit und hatte 2,70 m Tiefgang. Es war mit 147 BRT vermessen und verdrängte 350 Tonnen.

## Laufbahn
Bereits 1901 wurde die Eugenie an die Stettin-Wollin-Cammin-Dievenower Dampfschiffsgesellschaft (SWCD-DSG) in Cammin (Pommern) verkauft und in Cammin umbenannt. Sie diente dann dem Personenverkehr auf dem Seegatt Dievenow, dem das Stettiner Haff mit der Ostsee verbindenden östlichen Mündungsarm der Oder, zwischen Wollin, Cammin und Dievenow. 
1931 wurde das Schiff in Misdroy umbenannt. 1938 wurde die alte Dampfmaschine durch einen 6-Zylinder-Viertakt-Dieselmotor mit 200 PSe von MWM ersetzt.
Während des Zweiten Weltkriegs wurde die Misdroy von der Wehrmacht requiriert und von der Luftwaffe als Betriebsfahrzeug für ihre Versuchsstelle Karlshagen in Peenemünde-West und den Fliegerhorst bei Garz genutzt, zum Transport von Personal und Material.
Nach dem Krieg fuhr das Schiff, nun umbenannt in Vineta, noch mehrere Jahre im Raum Stettin, bis es 1951 abgebrochen wurde.